# Imperiul de la Niceea
Imperiul de la Niceea (în greacă Βασίλειον τῆς Νίκαιας) a fost cel mai mare dintre cele trei state bizantine grecești fondate de aristocrația bizantină după căderea Constantinopolului, cucerit în timpul celei de-a patra cruciade. A fost fondat de către familia Lascaris⁠(d) și a existat în perioada 1204 - 1261.

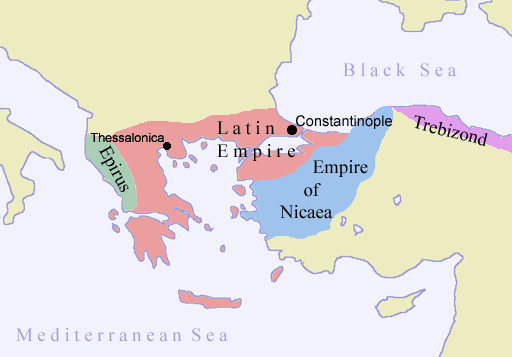
Imperiul de la Niceea și vecinii săi. Granițele desenate sunt aproximative.

## Lista împăraților
- Theodoros I Lascaris (1204-1222)

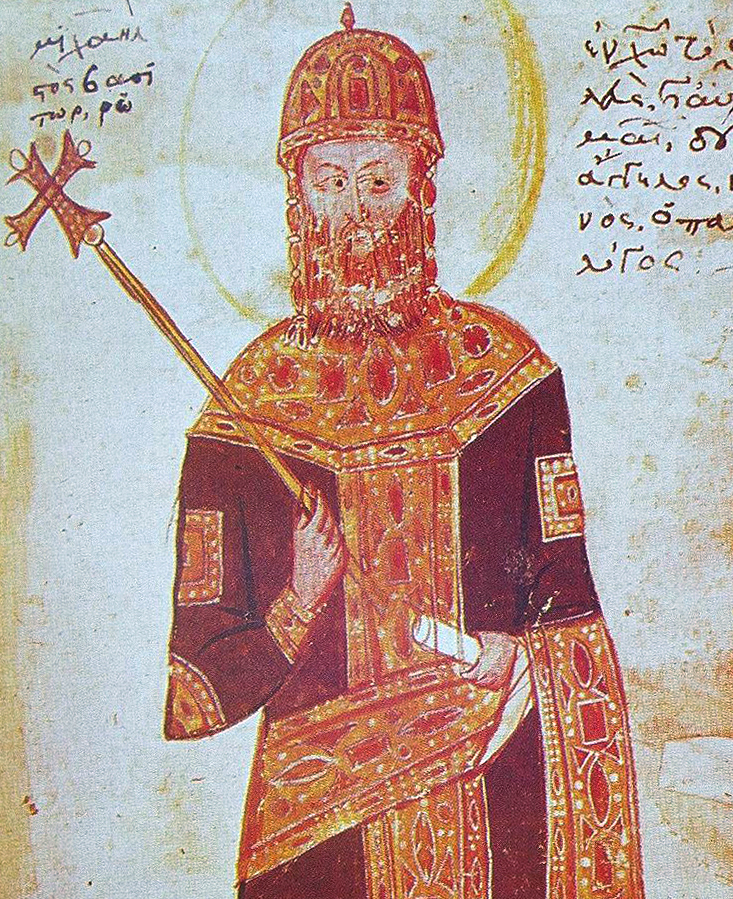
Pictură reprezentând pe Mihail al VIII-lea Paleologul.

- Ioan al III-lea Ducas Vatatzes (1222-1254)
- Theodoros al II-lea Lascaris (1254-1258)
- Georgios Mousalon (1258), regent
- Ioan al IV-lea Laskaris (1258-1261)
- Mihail al VIII-lea Paleologul (co-împărat între 1259-1261; a restaurat Imperiul bizantin)

## Forțele militare
Imperiul de la Niceea a fost format din  cele mai populate regiuni grecești ale Imperiului Bizantin, cu excepția celor din Tracia, care erau sub controlul latinilor sau bulgarilor. Ca atare, Imperiul a fost în măsură să ridice o forță militară rezonabil de numeroasă, circa 20.000 de soldați la apogeu - numărul înregistrat fiind participanții la numeroasele sale războaie împotriva statelor cruciate. Niceenii au dezvoltat unele trăsături ale armatei Comeniene, dar fără a avea resurse disponibile pentru Comnenieni, împărații bizantini din Niceea nu au putut să aibă nici numărul, nici calitatea armatelor pe care le-au avut împăratul Manuel și predecesorii săi pe câmpuri de luptă.  Cum Asia Mică de vest are acces la mare, acest aspect a  făcut să fie cel mai bogat și în timp a devenit cel mai puternic stat din regiune, deși numai pentru o perioadă scurtă.

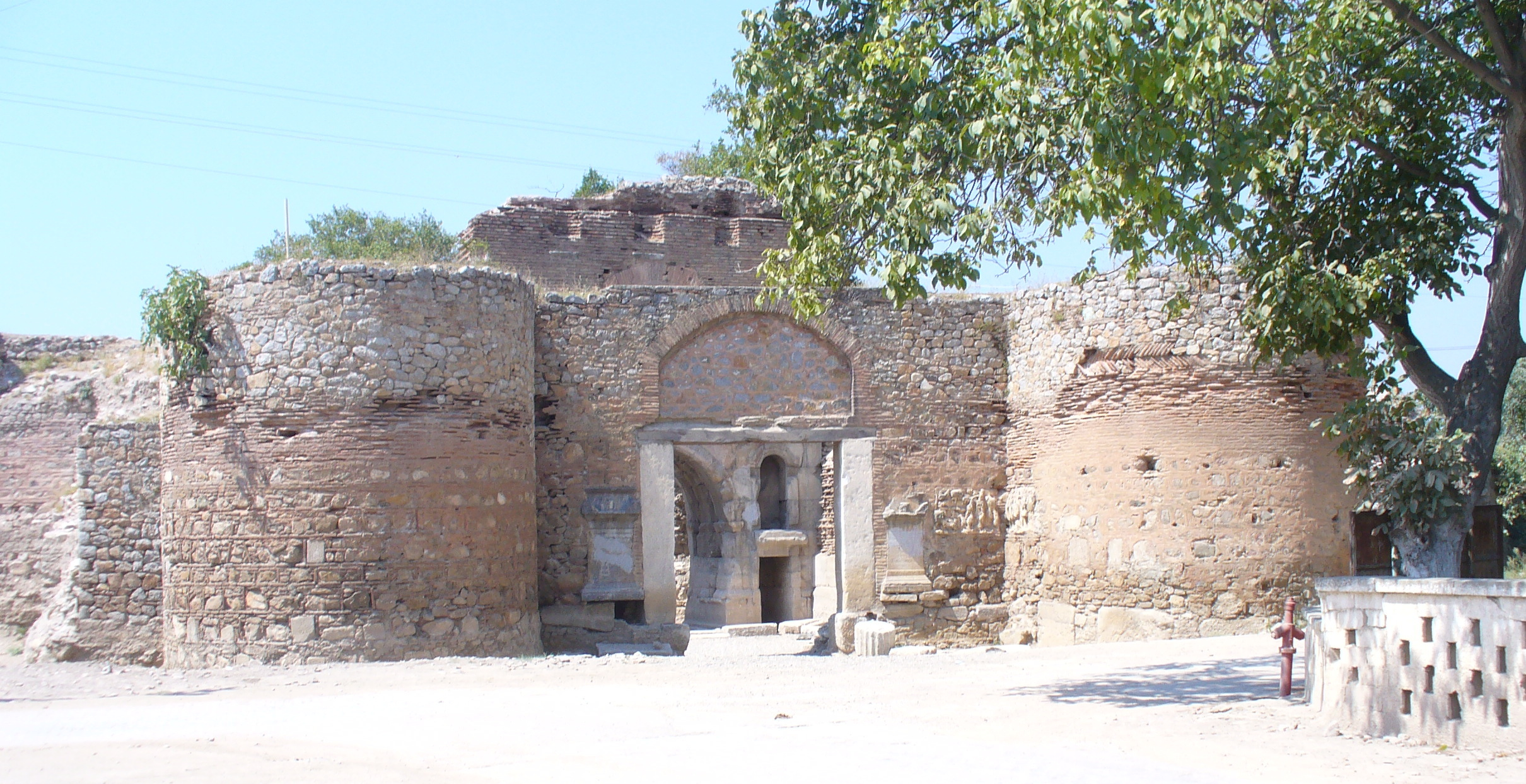
Zid al orașului Nicaea, Poarta Lefke; Iznik, Turcia

## Vezi și
- Bătălia de la Klokotnița